# Abenójar
Abenójar é um município da Espanha, na província de Cidade Real, comunidade autônoma de Castilla-La Mancha. Tem uma área de 423,43 km² com uma população de 1 615 habitantes (2008) e uma densidade populacional de 3,81 hab/km².

## Descrição
Abenójar é um pequeno município, que fica entre Ciudad Real e Almadén a apenas 33 km de Puertollano. 
O acesso rodoviário pode ser realizado pela C-424 que liga Puertollano com Almadén, pela estrada local de Saceruela, pela estrada local de Los Pozuelos de Calatrava (que não é muito recomendado por causa do seu mau estado de conservação) e pela C-403, que deveria chegar a Luciana, mas ainda não foi concluída, embora as obras comecem em breve.

## Localização

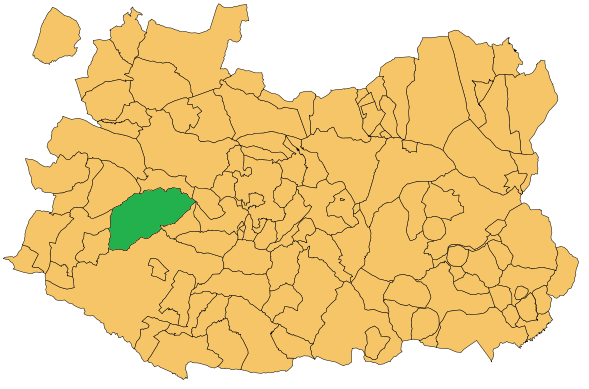
Mapa de localização

O município tem 423,43 km² e sua maior parte localiza-se no vale do rio Tirteafuera, um afluente do Guadiana e, o restante do território, na bacia hidrográfica do riacho Quejigales afluente do rio Valdeazogues. O núcleo central está localizado a uma altitude de 612 metros.
Situa-se a oeste de Campo de Calatrava, entre os Montes de Toledo e o Valle de Alcudia. Faz limite com os municípios de Saceruela e Luciana a norte, Los Pozuelos de Calatrava e Cabezarados a leste, Almodóvar del Campo ao sul, e Almadén e Almadenejos a oeste.
Tem a chamada Caverna dos bonecos (Cueva de los muñecos), local favorável para os caminhantes ansiosos para ver suas muitas estalactites e estalagmites que possuem as formas que dão nome a esta caverna.

## Demografia
| Variação demográfica do município entre 1991 e 2004 | Variação demográfica do município entre 1991 e 2004 | Variação demográfica do município entre 1991 e 2004 | Variação demográfica do município entre 1991 e 2004 |
| --------------------------------------------------- | --------------------------------------------------- | --------------------------------------------------- | --------------------------------------------------- |
| 1991                                                | 1996                                                | 2001                                                | 2004                                                |
| 2016                                                | 1834                                                | 1681                                                | 1693                                                |